# David Autos Fabricación
David SA (David Autos Fabricación SA) — испанская компания, существовавшая в Барселоне и производившая автомобили с 1913 по 1923 год и с 1951 по 1957 год.

## История
Основным разработчиком компании был Хосе Мария Арманго (исп. José Maria Armangué). В свой первый период активности David S.A. производила малолитражные автомобили и в основном трёхколёсные. Эти автомобили оснащались мотоциклетными одноцилиндровыми двигателями мощностью 6-8 л.с. (4,4 до 5,9 кВт) или четырёхцилиндровыми мощностью 10-12 л.с (7,4 до 8,8 кВт). и 16-ступенчатой коробкой передач. Привод ведущих колёс осуществлялся ремённой передачей. Тормозная система была представлена только на переднем колесе. Кузов машин выполнялся в основном с открытым верхом и был рассчитан на двоих человек, реже выпускались транспортные средства с закрытым кузовом или рассчитанным на троих человек. Производство подобных малолитражных автомобилей было приостановлено в 1923 году, но компания продолжила создание кузовов для такси, собираемых на базе шасси компании Citroën, которая уже в то время поставляла свою продукцию в Испанию.
В 1951 году компания снова начала выпускать собственные разработки. Это было новое поколение трёхколёсных автомобилей, оснащённых одноцилиндровым двухтактным двигателем объёмом около 345 см3 и мощностью около 10 л. с. (7,4 кВт). Располагался двигатель сзади. Переключение скоростей обеспечивал винтовой трёхступенчатый редуктор с возможностью включения заднего хода. Тормозами были оснащены задние колеса.
Всего было выпущено около 75 подобных автомобилей.

## Модели

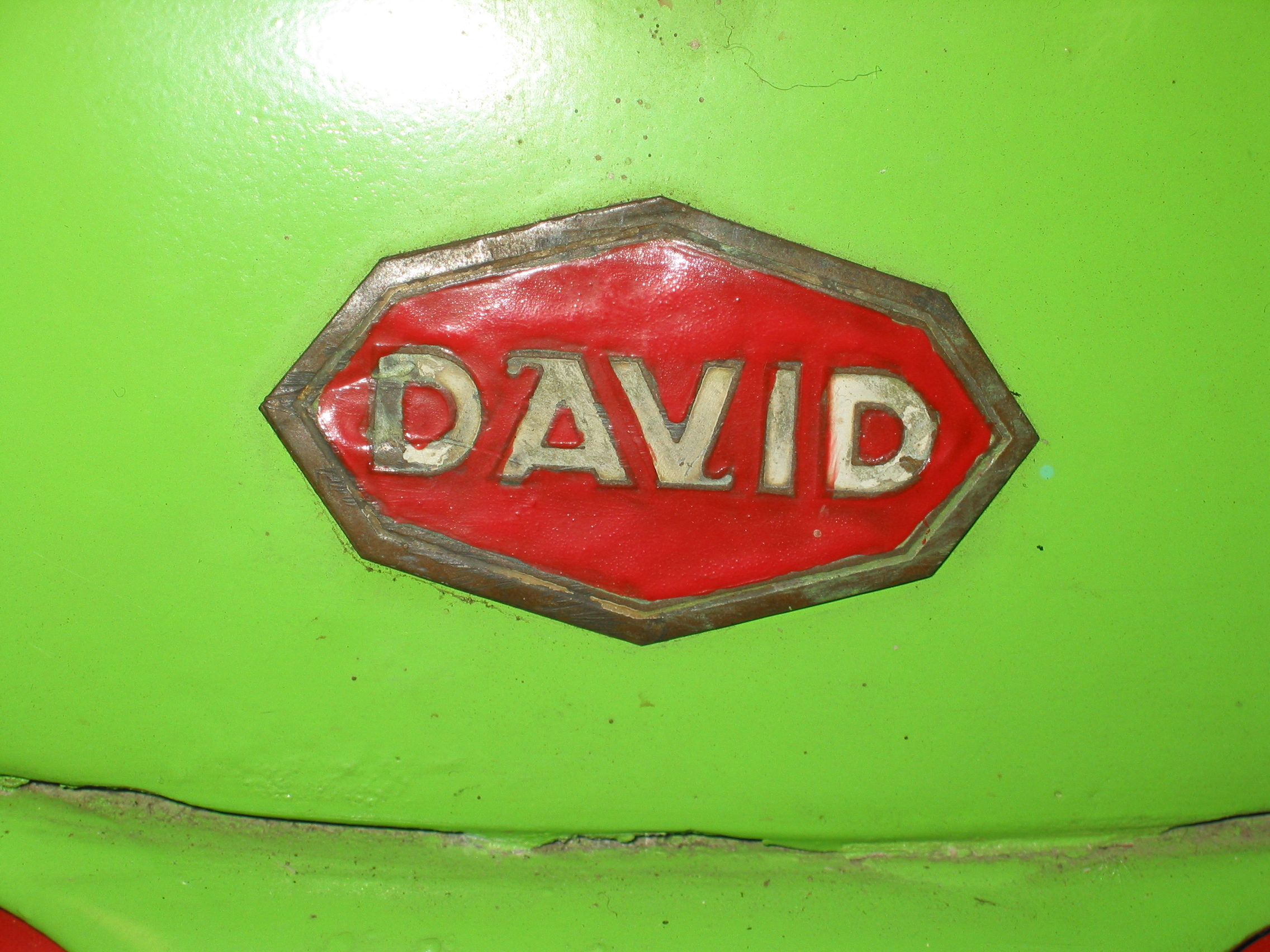
Эмблема автомобилей 1954 года

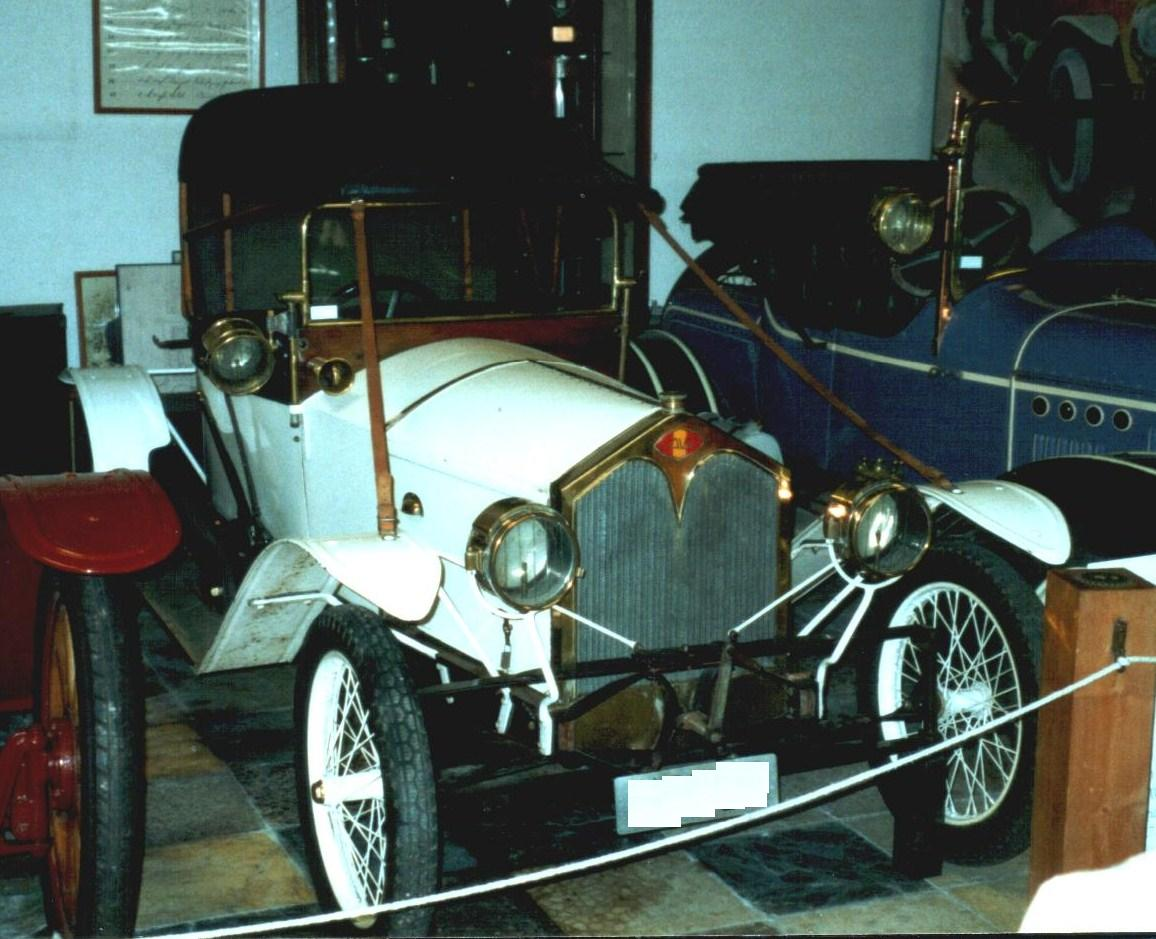
Модель David 1917 года
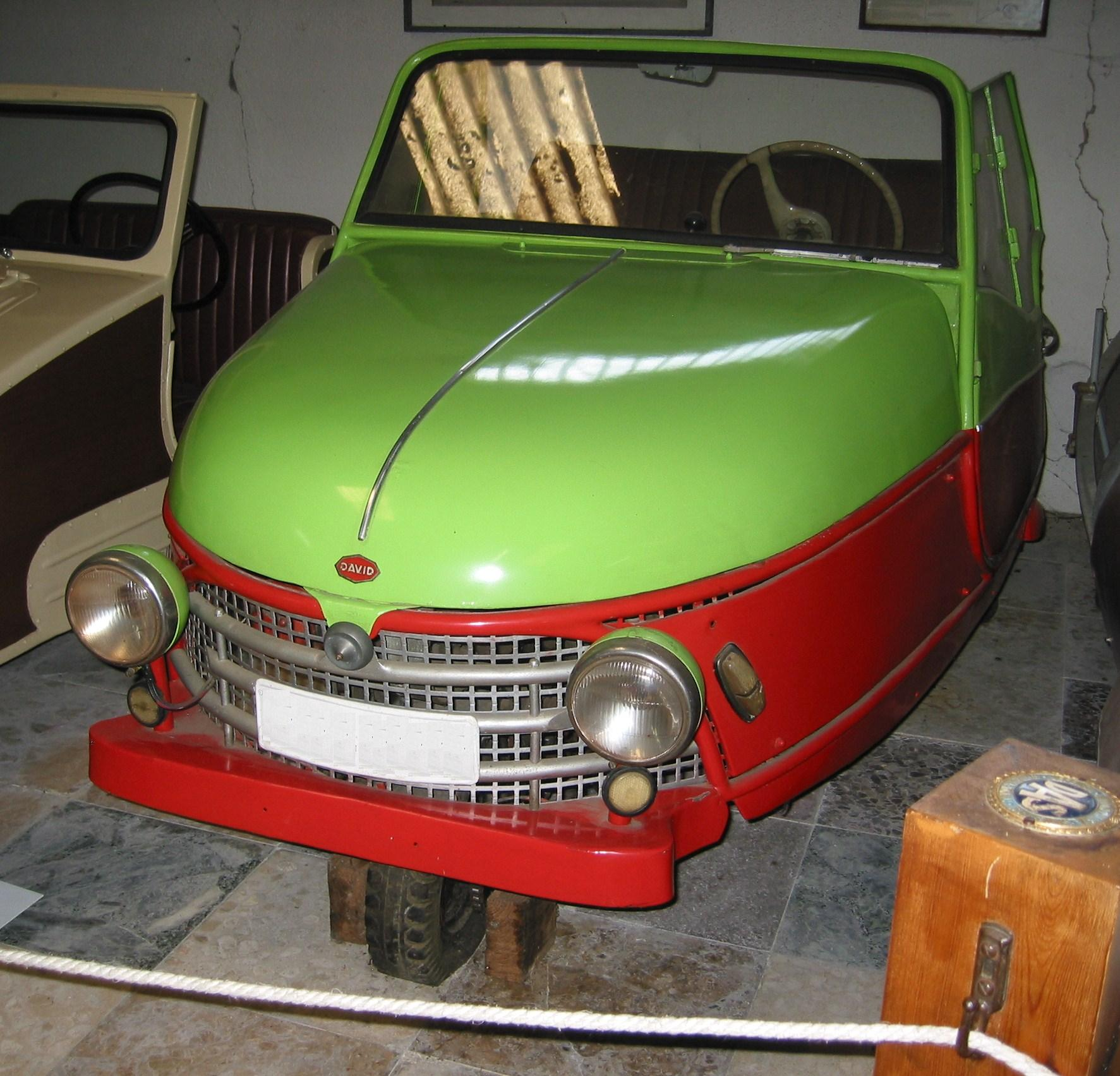
Модель David 1954 года